# Gail Davis
Gail Davis (5 de octubre de 1925-15 de marzo de 1997) fue una actriz estadounidense, conocida por su papel protagonista en la serie televisiva de género western de la década de 1950 Annie Oakley.

## Biografía
Su nombre verdadero era Betty Jeanne Grayson, y su padre era médico de una pequeña población. Nacida en un hospital de Little Rock, Arkansas, se crio en McGehee, Arkansas. 
Ya en su infancia empezó a cantar y a bailar. Tras graduarse en la high school, estudió en la Hakum Junior College for Girls de Bryn Mawr, Pensilvania, antes de finalizar sus estudios en la Universidad de Texas en Austin. En Austin conoció y se casó con su primer marido, Bob Davis, con quien tuvo una hija, Terrie.
Ella y su marido se mudaron a Hollywood, California, a fin de hacer carrera en la industria cinematográfica, adoptando allí su nombre artístico, a sugerencia del departamento de casting de Metro-Goldwyn-Mayer. 
En 1947 debutó en el cine en un corto cómico. Después hizo pequeños papeles en cuatro filmes hasta conseguir en 1948 un papel de reparto en una película western de la estrella Roy Rogers, The Far Frontier. Entre 1948 y 1953, Davis actuó en más de tres docenas de películas, todas westerns salvo tres, incluyendo veinte títulos con o para la productora del cowboy cantante Gene Autry.
En 1950 empezó a actuar como artista invitada en westerns televisivos, destacando las seis veces que actuó en The Cisco Kid interpretando a dos personajes diferentes. También fue artista invitada en El llanero solitario y The Adventures of Kit Carson (dos veces en el papel de Rose Banning). Además, actuó más de una docena de veces en The Gene Autry Show.
Entre 1954 y 1956 Davis protagonizó la serie televisiva Annie Oakley, más adelante emitida por la cadena ABC. Sus compañeros de reparto eran Brad Johnson, en el papel de Ayudante Lofty Craig, y Jimmy Hawkins como Tagg, el hermano menor de Annie Oakley. Una amazona diestra, también viajó por el país con el rodeo ambulante de Gene Autry.
Davis y su segundo marido, Carl Edward Guerriero, se retiraron a vivir al Valle de San Fernando. En su retiro hizo actuaciones como invitada en espectáculos western de carácter recordatorio y en festivales cinematográficos. Su última aparición pública tuvo lugar en 1994, cuando recibió el galardón Golden Boot de la Motion Picture and Televisión Fund.
Gail Davis, entonces viuda, falleció a causa de un cáncer en Los Ángeles, California, en 1997, a los setenta y un años de edad. Fue enterrada en el Cementerio Forest Lawn Memorial Park de Hollywood Hills, California.
Por su trabajo televisivo, a Davis se le concedió una estrella en el Paseo de la Fama de Hollywood, en el 6385 de Hollywood Boulevard. En 2004, a título póstumo, entró a formar parte del National Cowgirl Museum and Hall of Fame en Fort Worth, Texas.